# Dionaea brevidorceps
Dionaea brevidorceps är en tvåvingeart som beskrevs av Fritz Isidore van Emden 1954. Dionaea brevidorceps ingår i släktet Dionaea och familjen parasitflugor. Inga underarter finns listade i Catalogue of Life.